# عبد الله المزيني
عبد الله المزيني (4 أغسطس 1940 - 8 ديسمبر 2024)، ممثل سعودي.

## عن حياته
هو أحد الأعضاء المؤسسين لجمعية الثقافة والفنون في منطقة القصيم، شارك عدد من المسلسلات بأدوار ثانوية إلا أن شهرته بدأت بعد تأديته لشخصية «رقيه» تلك المرأة العجوز النجدية ثم توقّف المزيني عن تأدية الشخصية عام 1432 هـ وقال: من الأفضل لي وحرصًا على سمعتي الفنية ترك هذه الشخصية التي سببت لي إحراجا وتعرضت لمضايقات كثيرة وقيامي بدور الجدة لم يجد قبولا من المجتمع السعودي.

## أعماله

### من المسلسلات
| سنة الإنتاج | اسم المسلسل           | الشخصية    | بمشاركة |
| ----------- | --------------------- | ---------- | --- |
|             | الزمن دوار            |            | ريفان كنعان، محمد الحجي، مطرب فواز |
| 1984        | من غير ليش            |            | عبدالله السدحان، عبدالأله السناني، يوسف الجراح، راشد الشمراني |
| 1992        | يوميات وضاح           | الشيخ احمد | مشعل المطيري، علي الهويريني، تركي اليوسف، عبدالله عسيري |
| 1993        | أخلاقنا               |            | محمد العلي، ماجد مطرب فواز، سعاد علي، محمد العلي |
| 1995        | خلك معي 1             |            | محمد العلي، علي إبراهيم،محمد الكنهل، عبد الرحمن الخطيب. صالح الزير، |
| 1995        | طاش ماطاش 3           |            | عبد الله السدحان، ناصر القصبي، محمد الكنهل، عبد العزيز المبدل |
| 1996        | طاش ماطاش 4           |            | عبد الله السدحان، ناصر القصبي، محمد العيسى، يوسف الجراح |
| 1997        | طاش ماطاش 5           |            | عبد الله السدحان، ناصر القصبي، محمد الكنهل، يوسف الجراح |
| 1997        | الحاسة السادسة        |            | خالد سامي، سعاد علي، محمد العلي، مرزوق الغامدي،عبد العزيز الحماد |
| 1997        | أحلام ضائعة           | فهد        | مطرب فواز،علي ابراهيم،سعاد علي.علي الهويريني،مهدي البقمي |
| 1998        | طاش ماطاش 6           |            | عبد الله السدحان، ناصر القصبي، محمد العيسى، يوسف الجراح |
| 1998        | بعضنا كذا             |            | مهدي البقمي، مطرب فواز سعد خضر، خالد الرفاعي، مريم الغامدي، علي السبع، إبراهيم الحساوي، عبد العزيز السكيرين                                                            |
| 1999        | عودة الطيور           |            | حمد المزيني، إبراهيم الحساوي، علي المدفع، محمد المنصور |
| 1999        | طاش ماطاش 7           |            | عبد الله السدحان، ناصر القصبي، زينب العسكري، يوسف الجراح |
| 2000        | طاش ماطاش 8           |            | عبد الله السدحان، ناصر القصبي، راشد الشمراني، خالد سامي |
| 2001        | طاش ماطاش 9           |            | عبد الله السدحان، ناصر القصبي، فهد الحيان، زينب العسكري |
| 2001        | جروح باردة            |            | عبد المحسن النمر.محمد العيسى.سعد خضر.عبد الرحمن الخريجي.محمد المنيع.محمد الجناحي،طيف (ممثلة)، زينب العسكري.سمير الناصر.سعاد علي.لطيفة المجرن                           |
| 2001        | المقامات الصحراوية    |            | زيناتي قدسية، عبد الرحمن أبو القاسم، فيصل العيسى، دينا هارون |
| 2002        | طاش ماطاش 10          |            | عبد الله السدحان، ناصر القصبي، فهد الحيان، يوسف الجراح |
| 2002        | خلف خلاف (ج2)         |            | حسن البلام، بدرية احمد، سعاد علي، حسن عسيري |
| 2003        | يوميات راشد           | ضيف شرف    | فيصل العيسى. أيمن المديفر. عبد الرحمن الرقراق صالح الزير، غزلان ناصر، سعد المدهش، بشير الغنيم                                                                          |
| 2003        | طاش ماطاش 11          |            | عبد الله السدحان، ناصر القصبي، فهد الحيان، يوسف الجراح |
| 2004        | من الواحد إلى المليون |            | ناريمان عبد الكريم، علي إيراهيم، راضي مهنا، عبد العزيز السكيرين |
| 2004        | سوالف حريم            |            | حسن عسيري.مريم الصالح.سعاد علي، هيا الشعيبي، يونس شلبي،عبد الرحمن العقل، فايز المالكي.حسن البلام. زينب العسكري                                                         |
| 2004        | أبو العصافير          |            | خالد سامي، عبد الله السدحان، ناصر القصبي، حسن البلام، يوسف الجراح |
| 2005        | طاش ماطاش 13          |            | عبد الله السدحان، ناصر القصبي، فهد الحيان، يوسف الجراح |
| 2005        | شروق                  |            | عبد الباقي البخيت، علي إبراهيم، محمد العيسى، لمياء طارق |
| 2005        | دولاب الزمن           |            | ماجد مطرب فواز، محمد الحجي، احمد العليان، رنا أبو الغالي |
| 2006        | طاش ماطاش 14          |            | عبد الله السدحان، ناصر القصبي، عبدالأله السناني، يوسف الجراح |
| 2006        | أبو شلاخ البرمائي     |            | بشير الغنيم، عبد العزيز السكيرين، علي المدفع، حسن البلام |
| 2007        | غشمشم (ج2)            | ضيف شرف    | علي المدفع، هيا الشعيبي، حبيب الحبيب، راضي مهنا |
| 2007        | عقاب 1                |            | محمد العجيمي، إنتصار الشراح، محمد العيسى، عبير أحمد |
| 2007        | طاش ماطاش 15          |            | عبد الله السدحان، ناصر القصبي، خالد سامي، يوسف الجراح |
| 2007        | بيني وبينك 1          | ضيف شرف    | راشد الشمراني، فايز المالكي، حسن عسيري، ريم عبد الله |
| 2007        | الدروازه              |            | سعد الفرج، مريم الصالح، إبراهيم الصلال، جاسم النبهان |
| 2008        | يا ناس يا هوه         |            | فاطمة الحوسني، علي المدفع، امل حسين، هند محمد |
| 2008        | وشوشه                 |            | عبد الله الحارثي، بشير الغنيم، حبيب الحبيب، يوسف الجراح |
| 2013        | شفت الليل 2           |            | محمد القس، مشعل المطيري، دريعان الدريعان، رياض الصالحاني، مطلق مطر، طارق الحربي، محمد المقبل، نواف المهنا                                                              |
| 2013        | شباب البومب 2         |            | فيصل العيسى،فيصل العمري،شعيفان محمد،علي المدفع |
| 2014        | شباب البومب 3         |            | فيصل العيسى،فيصل العمري،شعيفان محمد،علي المدفع محمد الكنهل،حمد المزيني.خالد سامي                                                                                       |
| 2015        | شباب البومب 4         |            | فيصل العيسى.شعيفان محمد.مهند الجميلي.سلمان المقيطيب.عبد العزيز الفريحي.علي المدفع.حمد المزيني.خالد سامي                                                                |
| 2017        | سيلفي 3               |            | ناصر القصبي.عبد الإله السناني.حبيب الحبيب.ريم عبدالله.ريماس منصور.محمد الطويان.أسعد الزهراني.طارق الحربي.عبد العزيز السكيرين                                           |
| 2018 . 2019 | العاصوف               | أبو يعيش   | ناصر القصبي.عبد الإله السناني. حبيب الحبيب.ريم عبدالله.عبد العزيز السكيرين.ليلى السلمان.حمد المزيني.ريماس منصور                                                        |
| 2018        | بدون فلتر 1           |            | عبد الله السدحان.سعد الفرج.محمد جابر.إبراهيم الحساوي.علي إبراهيم.أميرة محمد.سناء يونس.مروة محمد.علي المدفع.محمد الكنهل.عبد العزيز المبدل.عبد العزيز السكيرين           |
| 2019        | حالتنا حاله 2         |            | خالد الفراج.وحيد صالح.محمد الجبرتي.سعيد صالح.عبد المجيد الرهيدي.مريم الغامدي                                                                                           |
| 2019        | بدون فلتر 2           |            | عبد الله السدحان |
| 2020        | مليار ريال            |            | خالد الفراج.عبد المجيد الرهيدي.هيا الشعيبي.علي الحميدي.محسن الشمري.لمار.ميلا الزهراني.عيد سعد                                                                          |
| 2021        | شباب البومب 9         |            | فيصل العيسى.عبد العزيز الفريحي.مهند الجميلي.محمد الدوسري (قريطم).سلمان المقيطيب.لمار.علي المدفع.شفيقة يوسف.سعد المدهش،                                                 |
| 2021        | وش تبي بس             |            | فيصل العيسى.ريماس منصور.محمد الشدوخي.عبد العزيز الفريحي.نجود أحمد.عبد الرحمن نافع.عماد اليوسف.محمد الكنهل.عوض عبدالله                                                  |
| 2021        | ممنوع التجول          |            | ناصر القصبي.راشد الشمراني.حبيب الحبيب.عبد الإله السناني.إلهام علي.فايز المالكي.ماجد مطرب فواز.خالد الفراج.علي الحميدي.أسيل عمران.عبد المجيد الرهيدي.شيماء سبت.خالد صقر |

### مسرحيات
| سنة الإنتاج | اسم المسلسل     | الشخصية | بمشاركة |
| ----------- | --------------- | ------- | --- |
|             | عيله فله        |         | |
| 2019        | الذيب في القليب |         | ناصر القصبي.راشد الشمراني.عبد الإله السناني.حبيب الحبيب.ريماس منصور.علي الحميدي.عبد المجيد الرهيدي.محسن الشمري.هبة الحسين |

## وفاته
توفي عبد الله المزيني يوم الأحد 7 جمادى الآخرة 1446هـ الموافق 8 ديسمبر 2024م عن عمر ناهز 84 عاماً، وتمت الصلاة عليه في اليوم التالي في جامع الراجحي بالرياض.

## روابط خارجية
- عبد الله المزيني على موقع IMDb (الإنجليزية)
- عبد الله المزيني على موقع قاعدة بيانات الأفلام العربية